# تیموتی وودوارد جونیور
تیموتی وودوارد جونیور (به انگلیسی: Timothy Woodward Jr) (متولد ۱۵ اکتبر ۱۹۸۳)، بازیگر و کارگردان آمریکایی است. از آثار مهم کارگردانی او می‌توان به فیلم‌های خوب، بد و مرده (۲۰۱۵)، تجارت (۲۰۱۶)، خشونت آمریکایی (۲۰۱۷)، هیکاک (۲۰۱۷)، آرزوی نهایی (۲۰۱۸)، بیگانه (۲۰۱۹) و تماس (۲۰۲۰) اشاره کرد.